# مونترآل (ویسکانسین)
مونترال، ویسکانسین  (به انگلیسی: Montreal) شهری در شهرستان آیرون ایالت ویسکانسین است که در سال ۱۹۲۴ بنیان‌گذاری شده‌است. این شهر طبق سرشماری سال ۲۰۱۰ میلادی ۸۰۷ نفر جمعیت داشته‌است.

## نگارخانه

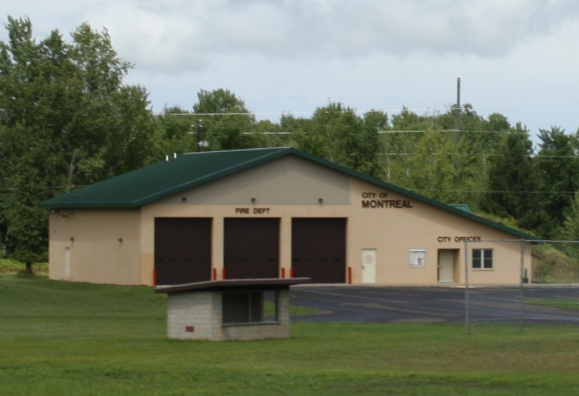
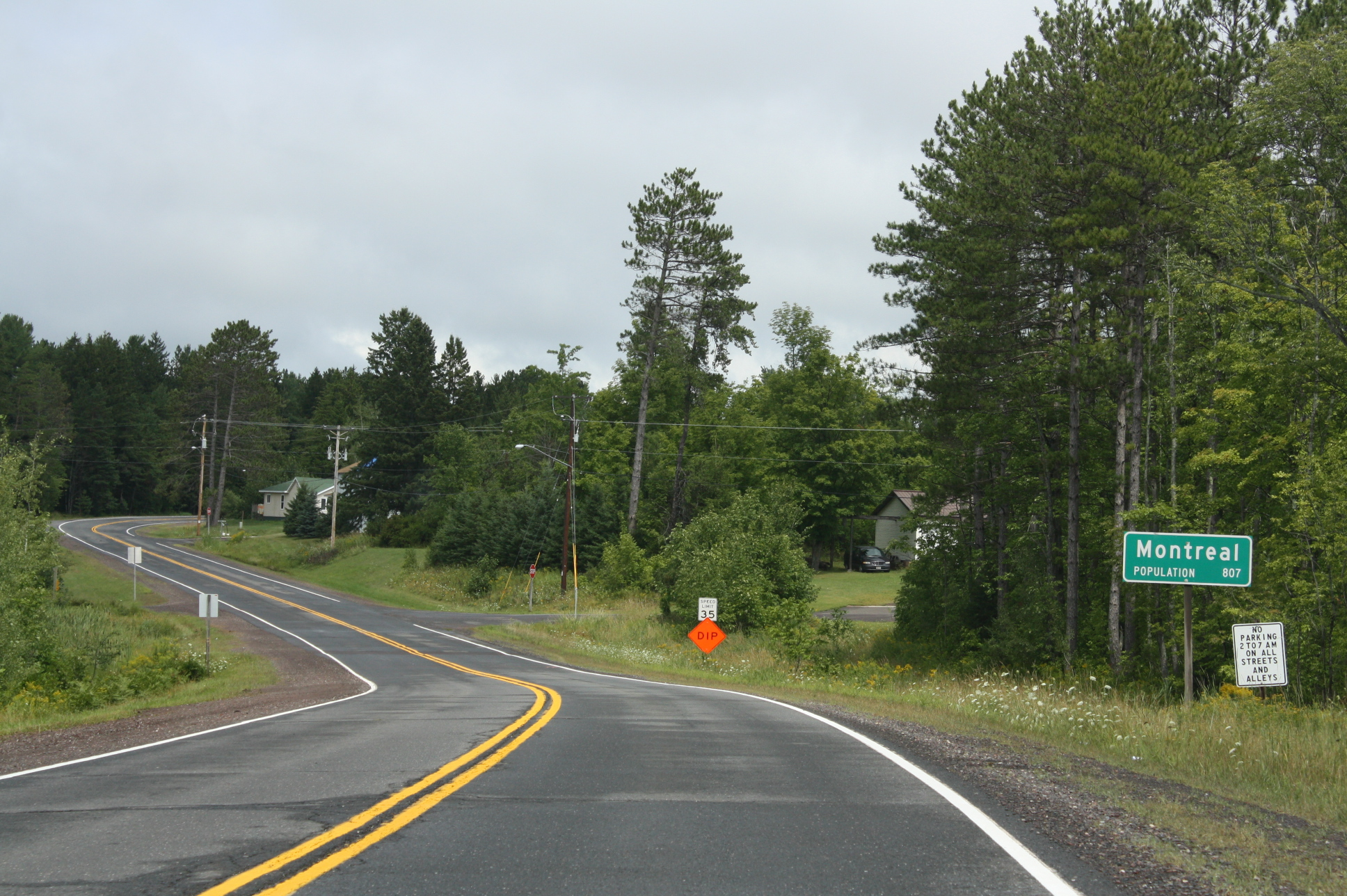